# Killswitch Engage (album)
Killswitch Engage – debiutancki album zespołu Killswitch Engage wydany 11 lipca 2000. Pierwotnie płytę wydała wytwórnia Ferret Records. W październiku 2004 album został ponownie zremiksowany i zremasterowany, a reedycję wraz z nową okładką wydała Roadrunner Records.
Jako pierwszy utwór stworzony przez muzyków grupy został "Soilborn". Materiał na płytę powstał w wyniku pracy Adam Dutkiewicz i Mike D'Antonio. Do nagranego już materiału na płytę (demo) wybrany na wokalistę Jesse Leach dograł swoje partie śpiewu.

## Lista utworów
1. "Temple from the Within" – 3:45
2. "Vide Infra" – 3:34
3. "Irreversal" – 4:17
4. "Rusted Embrace" – 4:25
5. "Prelude" – 1:55
6. "Soilborn" – 3:27
7. "Numb Sickened Eyes" – 3:35
8. "In the Unblind" – 2:52
9. "One Last Sunset" – 3:57

Lista utworów na reedycji z 2005 roku
1. "Temple from the Within" – 4:07
2. "Vide Infra" – 3:32
3. "Irreversal" – 4:17
4. "Rusted Embrace" – 4:29
5. "Prelude" – 1:55
6. "Soilborn" – 3:29
7. "Numb Sickened Eyes" – 3:38
8. "In the Unblind" – 2:57
9. "One Last Sunset" – 3:49
10. "Prelude" (demo z 1999) – 2:03
11. "Soilborn" (demo z 1999) – 3:19
12. "Vide Infra" (demo z 1999) – 3:28
13. "In the Unblind" (demo z 1999) – 2:50
14. This Fire Burns

## Twórcy
- Jesse Leach – śpiew
- Adam Dutkiewicz – perkusja, gitara, produkcja muzyczna, remastering (2004)
- Joel Stroetzel – gitara
- Mike D'Antonio – gitara basowa, projekt okładki

Inni
- Alan Douches – mastering, miksowanie